# معاملة المثليين في سريلانكا
يواجه الأشخاص من المثليين والمثليات ومزدوجي التوجه الجنسي والمتحولين جنسياً (اختصاراً: مجتمع الميم) في سريلانكا تحديات قانونية واجتماعية لا يواجهها غيرهم من المغايرين جنسيا. يعتبر النشاط الجنسي بين الرجال وبين النساء غير قانوني في سريلانكا، يفتقر الإطار القانوني للجزيرة إلى مفهوم المراجعة القضائية، مما يعني أن المحكمة العليا لا يمكنها إنشاء أو إلغاء القانون - ولكن يمكنها على أقصى تقدير رفض تطبيق القانون. تجرم المادة 365 من قانون العقوبات السريلانكي الموجودة إلى حد الآن في القانون ممارسة الجنس المثلي، ومع ذلك فإن القانون يعتبر قانونًا بحكم القانون وحقوق الأمر الواقع غير مطبق وقد وصفت بعض المصادر بأنه قد تم إلغاءه. كتبت وزارة العدل الأمريكية أن الشرطة «لا تعتقل بشكل فعلي الأشخاص الذين يمارسون أنشطة مثلية وتحاكمهم» وأن الأحكام لم تؤد أيضًا إلى أي إدانات حتى الآن على الرغم من «شكاوى تشير إلى ورود أحكام القانون للشرطة». كما حكمت المحكمة العليا بأنه غير قابلة للتطبيق. قننت سريلانكا قوانين مناهضة للتمييز تجاه المثليين كجزء من دستورها وخطة عملها لحقوق الإنسان. واعترفت بالأشخاص المتحولين جنسياً لفترة طويلة جدًا، وقد سهلت على الأشخاص المتحولين جنسياً التعرف والتحول في السنوات الأخيرة.
يذكر عدد من التقارير أن مفهوم النوع الثالث غير متواجد في الجزيرة، ومع ذلك تم العثور على المفاهيم الثنائية التي تشبه الجنس الثالث.
يواجه الأشخاص من مجتمع المثليين وصمة عار بين السكان. كما أن المنازل التي يعيش فيها الشركاء المثليون غير مؤهلة للحصول على نفس الحماية القانونية المتاحة للأزواج المغايرين، مع وجود عدة تقارير تتحدث عن مستوى عالي من التمييز والانتهاكات ضد مجتمع المثليين. ومع ذلك، فإن العديد من الأقليات الجنسية لا تكافح مثل هذا التمييز، بما في ذلك مضايقة الشرطة، لأنهم قد لا يفصحون عن توجههم الجنسي (يظلون في الخزانة) بسبب رهاب المثلية الذي يواجههم في حياتهم الشخصية، وقد يؤدي ذلك إلى خوفهم من التعرض للنبذ أثناء عملية مناهضة التمييز.

## نظرة عامة
تم استيراد الإطار القانوني الحالي لسريلانكا في الغالب من القوالب الأوروبية/المسيحية إلى الجزيرة خلال الحقبة الاستعمارية، ومعظمها كان في الغالب القانون البريطاني والقانون الاستعماري الروماني-الهولندي السابق. أشهر هذه القوانين التمييزية الآن والتي لا يتم تطبيقها (ويشار إليها بكونه قد تم إلغاء تجريمها) المادة 365 الذي يجرم الجنس المثلي، ولكن هناك قوانين أخرى ضد انتحال الجنس والقوادة يمكن أيضًا اعتبارها تمييزية ضد مجتمع الميم. تشمل المشاكل الأخرى المتعلقة بالإطار القانوني الاستعماري الافتقار إلى الحماية والدعم للأقليات الجنسية، بما في ذلك الافتقار إلى صياغة محددة تحارب التمييز ضد الأقليات الجنسية وعدم الاعتراف بمفاهيم المتحولين جنسيا والجنس الثالث (والذين تم التمييز ضدهم من خلال «مرسوم المتشردين»). ومع ذلك، حاولت المحكمة العليا ومختلف حكومات سريلانكا معالجة هذا الوضع بإدراج الأقليات الجنسية في الأحكام العامة المناهضة للتمييز ومحاولة عدم تطبيق مجموعة من القوانين (على الرغم من أن القانون القانوني الاستعماري لا يمنح المحكمة العليا سلطة سن القوانين أو إلغاؤها).
تتشكل الأحزاب السياسية في سريلانكا من خلال مجموعات من الأحزاب الصغيرة العديدة التي تذكر بسياسات الأحزب في هولندا التي استعمرت البلاد سابقا، وبالتالي يمكن العثور على الارتباك والتغير المستمر من حيث مواقفها تجاه المثلية الجنسية. ذكرت كل من الحكومة المحافظة للرئيس مايتريبالا سيريسينا والحكومة الاشتراكية للرئيس ماهيندا راجاباكشا أن التمييز ضد الأقليات الجنسية غير دستوري وأن المادة 365 لا يمكن تطبيقها قانونًا على ممارسة الجنس المثلي بالتراضي، ولكن في تناقض مع هذا، رفض التحالف الاشتراكي السماح بمحاولة حكومة المحافظين حذف المادة 365 من النصوص القانونية. دافع عدد من المنظمات غير الحكومية، والمشرعن والمنظمات الدينية عن الأقليات الجنسية، كما يوجد مشرعون مثليون ومتحولين جنسيا في البرلمان والحكومة. تقوم مجموعة متنوعة من المؤسسات العامة بما فيها الخدمة الصحية والشرطة بتقديم التزامات داخلية لتحسين الظروف المعيشية للأقليات الجنسية.
تتبنى المجتمعات السريلانكية عمومًا وجهة نظر تقليدية غير متسامحة تجاه المثلية الجنسية وتوجد بعض التقاليد لتعزيز وجود المتحولين جنسياً (على الرغم من أن الجنس الثالث يبدو أنه اختفى من الجزيرة على الرغم من جذوره تاريخياً ضمن الثقافة السريلانكية) وبالتالي فإن تطبيق هذه القوانين في الغالب غالبًا والتمييز من قِبل الشرطة (وما شابه ذلك) غالبا ما يرتبط بالفساد و/أو المواقف تجاه عدم الأخلاقية الجنسية التي يتم تطبيقها على المغايرين جنسياً أيضًا. لا يزال هناك عدد من القضايا التي لم تمسها المناقشة العامة بما في ذلك وضع الأقليات الجنسية داخل الخدمة العسكرية، وحقوق الأشخاص ثنائيي الجنس لم يتم نقاشها في العام أو من قبل جماعات الضغط المدافعة عن حقوق المثليين. تمت مناقشة القوانين الأخرى التي يمكن أن تؤثر سلبًا على الأقليات الجنسية مقالة الأقليات الجنسية في سريلانكا.

## قانونية النشاط الجنسي المثلي

### القسم 365 و 365أ
تشير هذه الأجزاء من القانون الجنائي إلى الجرائم غير الطبيعية والأعمال الفحش الجسيم. يذكرون أن الفعل يجب أن «يعاقب عليه بالسجن المشدد لمدة لا تقل عن 10 سنوات ولا تزيد عن 20 سنة بغرامة وتعويض». في عام 2019، لا تزال البلاد لم تدن أي شخص بموجب هذه الأحكام منذ عام 1948. ولكن في عام 1995، تم تعديل القسم قليلاً لحظر «الفحش الجسيم» صراحة بغض النظر عن جنس المشاركين.
في نوفمبر 2017، صرح نائب المحامي العام نيرين بول أن الحكومة ستقوم بإلغاؤ تجريم النشاط الجنسي المثلي. وقد أعلنت المحكمة العليا في سريلانكا أن القانون غير قابل للتنفيذ، وقد تم وصف القانون بأنه «قد تم إلغاؤه»؛ على الرغم من أن دستور البلاد لا يمنح المحكمة العليا صلاحيات لإلغاء قانون بالكامل من الكتب؛ ومع ذلك، فإنه يخلق السوابق القضائية ويجعل القانون خاملا بفعالية. منعت المعارضة من «تحالف حرية الشعب المتحدة» محاولة الحكومة لإدراج إلغاءها في خطة عمل حقوق الإنسان.

#### المحكمة العليا
أعترفت المحكمة العليا في سريلانكا أن «التفكير المعاصر، أي ممارسة الجنس بالتراضي بين أشخاص المثلي يجب ألا تخضع للرقابة من قبل الدولة ولا يجب أن يكون سببًا للتجريم».

#### الحكومة
صرحت كل من الحكومة المحافظة للرئيس مايتريبالا سيريسينا والحكومة الاشتراكية للرئيس ماهيندا راجاباكشا بأن «التمييز ضد مجتمع الميم غير دستوري وأن تطبيق المادتين 365 و 365أ بطريقة تمييزية ضد الأشخاص المثليين غير دستوري».

### القسم 399
يجرم هذا القسم انتحال الجنس وغالبا ما يستخدم ضد المتحولين جنسيا. يمكن استخدامه في المواقف التي يكون فيها الشخص قد تحول إلى جنس آخر ولكن يحمل جنسًا مختلفًا في وثائقه. لكن من الممكن قانونًا تغيير جنس الفرد في سريلانكا.

### القسم 07/1841 من قانون المتشردين
هذا الفعل يجرم التماس وأعمال الفحش في الأماكن العامة. وقد استخدم ضد العاملين في مجال الجنس والأقليات الجنسية. تُفرض مدة أقصاها ستة أشهر وغرامة قدرها 100 روبية كعقوبة.

## الاعتراف القانوني بالعلاقات المثلية
لا يعترف قانون الأسرة السريلانكي بزواج المثليين أو الاتحادات المدنية المثلية.

## الحماية من التمييز

### الحماية الدستورية
أبلغت حكومة سريلانكا لجنة الأمم المتحدة لحقوق الإنسان في الفترة من 7 إلى 8 أكتوبر 2014 أن الأقليات الجنسية أصبحت محمية الآن بموجب القوانين العامة الحالية المناهضة للتمييز المنصوص عليها في الدستور. ذكرت حكومة سريلانكا أن مثل هذه الحماية «ضمنية» في الدستور السريلانكي وأن الحكومة ستجعل هذه الحماية «صريحة» من خلال قانون جديد.
ومع ذلك، لا يزال التمييز ضد الأقليات الجنسية يمثل مشكلة. دعا العديد من المحامين والجمعيات الخيرية إلى صياغة محددة في الدستور تنص على أن التمييز ضد الأقليات الجنسية غير قانوني.

### القانون
في عام 2017، قررت الحكومة أيضًا تحديث خطة عمل حقوق الإنسان مع إضافة تحظر التمييز ضد شخص ما بناءً على توجهه الجنسي. ذكرت كل من الحكومة المحافظة للرئيس مايتريبالا سيريسينا والحكومة الاشتراكية للرئيس ماهيندا راجاباكشا "أن "التمييز ضد مجتمع الميم غير دستوري وأن تطبيق المادتين 365 و 365أ بطريقة تمييزية ضد الأشخاص المثليين غير دستوري"

## الهوية الجندرية والتعبير عنها
يجب على الشخص الذي يرغب في إجراء جراحة إعادة تحديد الجنس استشارة طبيب نفسي لإجراء تقييم أولي. إذا اعتُبر الشخص مصابًا سليما عقليا، فيمكن إصدار خطاب رسمي يؤيد ذلك. يمكن للمريض الآن البدء في الخضوع للعلاج الهرموني اللازم قبل أي تدخل جراحي. غالبًا ما يكون العثور على معالجين يفهمون مشكلات المتحولين جنسياً أمرًا صعبا.
من الممكن حاليًا للأفراد المتحولين جنسياً الحصول على بطاقة هوية جديدة من إدارة تسجيل الأشخاص المتوافقة مع هويتهم الجندرية، وذلك عند تقديم الوثائق الصحيحة للإدارة. ومع ذلك، يشتكي العديد من الأفراد المتحولين جنسياً من أنهم غير قادرين على الحصول على المستندات المطلوبة (ملاحظات طبية بشكل رئيسي)، وبالتالي لا يمكنهم التسجيل للحصول على بطاقة هوية جديدة.
لا يزال تصنيف اضطراب الهوية الجنسية كمشكلة من مشاكل الصحة العقلية.

### الجنس الثالث
لا يتم الاعتراف بالجنس الثالث بموجب القانون السريلانكي.

## التبرع بالدم
تحظر خدمة نقل الدم الوطنية الأشخاص الذين يشاركون في السلوك الخطر من التبرع بالدم. والذي يصنف الجنس المثلي كسلوك خطر، إلى جانب السلوكيات غير المرتبطة مثل تعاطي المخدرات ومن لديه أكثر من شريك جنسي واحد، وبالتالي يتم منع المثليين الذين يمارسون الجنس المثلي من التبرع بالدم من خلال خدمات نقل الدم الوطنية.

## ملخص
| قانونية النشاط الجنسي المثلي                                                                  | (تجرِّم المادة 365أ "الجماع الجسدي ضد أمر الطبيعة" الذي شمل المثليين جنسياً خلال الاستعمار البريطاني ولكنه الآن لا يتم تطبيقه وخامل وفقًا لحكم المحكمة العليا، مع بعض المصادر التي تصف الوضع بأنه قد تم إلغاء التجريم بسبب تصريح الحكومة بأن القانون لا ينطبق على المثليين) |
| المساواة في السن القانوني للنشاط الجنسي                                                       | No |
| قوانين مكافحة التمييز في التوظيف                                                              | Yes |
| قوانين مكافحة التمييز في توفير السلع والخدمات                                                 | Yes |
| قوانين مكافحة التمييز في جميع المجالات الأخرى (تتضمن التمييز غير المباشر، خطاب الكراهية)      | Yes |
| قوانين مكافحة أشكال التمييز المعنية بالهوية الجندرية                                          | No |
| زواج المثليين                                                                                 | No |
| الاعتراف القانوني بالعلاقات المثلية                                                           | No |
| تبني أحد الشريكين للطفل البيولوجي للشريك الآخر                                                | No |
| التبني المشترك للأزواج المثليين                                                               | No |
| يسمح للمثليين والمثليات ومزدوجي التوجه الجنسي والمتحولين جنسيا بالخدمة علناً في القوات المسلحة | No |
| الحق بتغيير الجنس القانوني                                                                    | Yes |
| علاج التحويل محظور على القاصرين                                                               | No |
| الحصول على أطفال أنابيب للمثليات                                                              | No |
| الأمومة التلقائية للطفل بعد الولادة                                                           | No |
| تأجير الأرحام التجاري للأزواج المثليين من الذكور                                              | (غير قانوني للأزواج المغايرين كذلك) |
| السماح للرجال الذين مارسوا الجنس الشرجي التبرع بالدم                                          | [ 57 ] |